# Нёвиль-ан-Феррен
Неви́ль-ан-Ферре́н (фр. Neuville-en-Ferrain) — коммуна во Франции, регион О-де-Франс, департамент Нор, округ Лилль, кантон Туркуэн-1. Пригород Туркуэна, примыкает к нему с севера; расстояние до Лилля — 14 км.
Население (2017) — 10 284 человек.

## Достопримечательности
- Церковь Святого Квирина 1500 года, реконструированная в конце XIX века
- Церковь Святой Терезы 1928 года
- Дом ткачей XIX века

## Экономика
Структура занятости населения:
- сельское хозяйство — 0,1 %
- промышленность — 23,9 %
- строительство — 3,5 %
- торговля, транспорт и сфера услуг — 54,2 %
- государственные и муниципальные службы — 18,2 %

Уровень безработицы (2017) — 9,6 % (Франция в целом — 13,4 %, департамент Нор — 17,6 %). 

Среднегодовой доход на 1 человека, евро (2017) — 23 160 (Франция в целом — 21 110, департамент Нор — 19 490).

## Демография
Динамика численности населения, чел.

## Администрация
Пост мэра Невиль-ан-Феррена с 2014 года занимает представитель партии Республиканцы Мари Тоннер-Деме (Marie Tonnerre-Desmet), член Совета департамента Нор от кантона Туркуэн-1. На муниципальных выборах 2020 года возглавляемый ею правый список был единственным.
| Период | Период | Фамилия          | Партия        | Примечания                                       |
| ------ | ------ | ---------------- | ------------- | ------------------------------------------------ |
| 1963   | 1977   | Фернан Лекроар   |               |                                                  |
| 1977   | 2000   | Пьер Митер       |               |                                                  |
| 2000   | 2014   | Жерар Кодрон     |               |                                                  |
| 2014   |        | Мари Тоннер-Деме | Республиканцы | менеджер по маркетингу, член Совета департамента |

## Ссылки

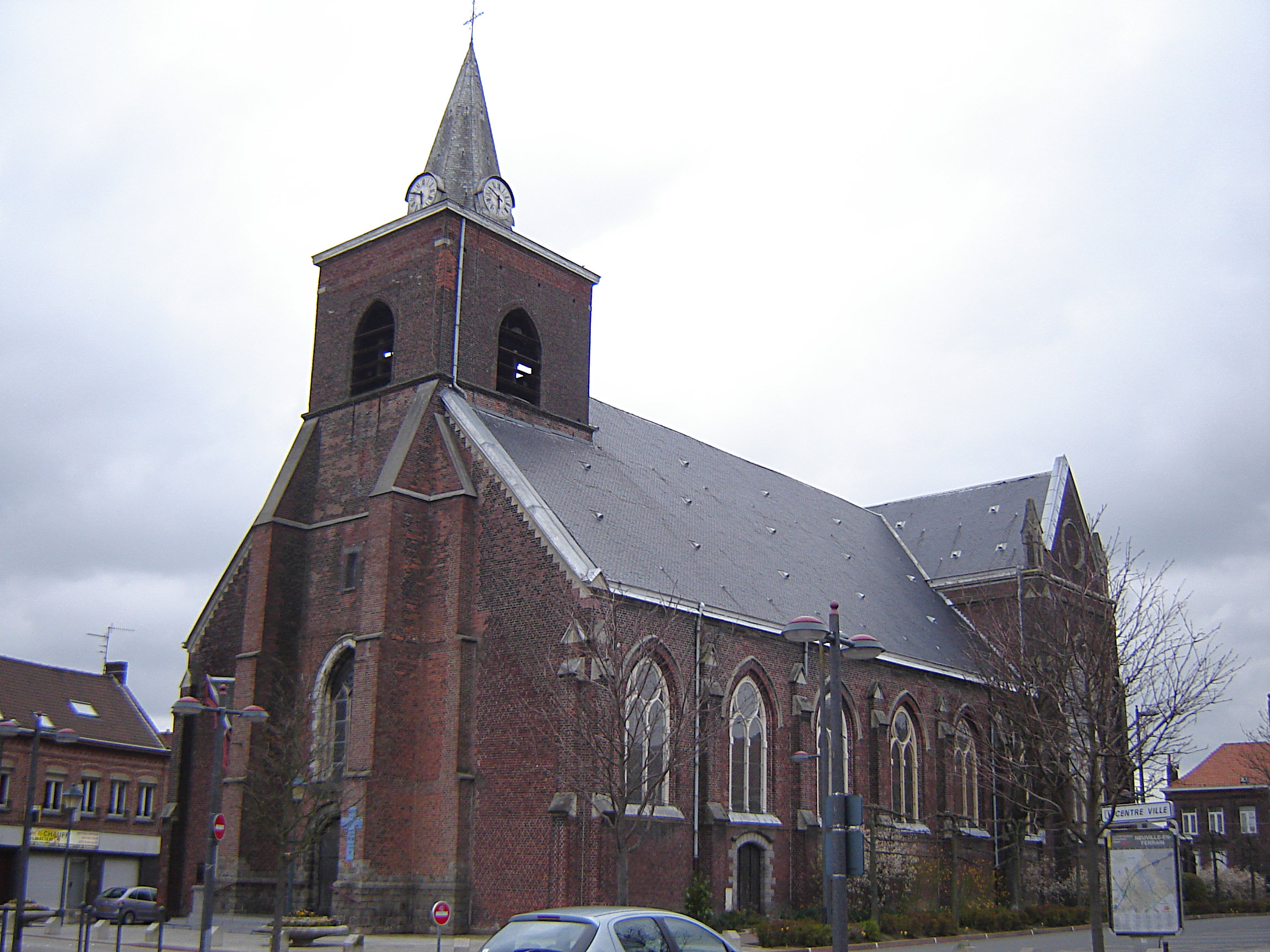
Церковь Святого Квирина